# 보야노
보야노(이탈리아어: Bojano)는 이탈리아 몰리세주 캄포바소도의 코무네다.

## 역사
기원전 7세기에 세워진 이곳의 본 이름은 보나비움(Bonavium)이다. 삼니움 전쟁에서 중요한 위치를 맡았던 삼니움인들의 일파인 펜트리 족의 수도였고 또한 동맹시 전쟁 때는 임시 수도(기원전 93년)이기도 했다. 술라에 의해 황폐화됐다. 이곳은 삼두 정치 기간 베스파시아누스는 제11 클라우디아 군단의 노병들을 이곳에 정착을 시켰다.고대 후기까지 중요한 중심지였다.
롬바르드족에게 정복당한후, 황폐화된 지역은 불가르족의 한 일파에게 주어졌고 가스타르드 지역이 됐다. 2세기에 후 사라센들의 공격 표적이 되었고 11세기에는 오트빌 노르만인들에게 정복당하여 로베르 기스카르의 동료인 라울 드 물랭(Raoul de Moulins)의 영지가 됐다. 이곳은 나라의 수도가 되었다.
도시는 오랜 세월 여러차례의 지진으로 파괴되었고 1913년에 재건됐다.